# 三事兼帯
三事兼帯（さんじけんたい）とは、五位蔵人・弁官・検非違使佐を兼帯すること。蔵人佐（五位蔵人で検非違使佐を兼ねる）が弁官に就任して、実現されることが多い。

## 概要
延喜5年（905年）の藤原清貫が初例である。蔵人頭・五位蔵人が弁官を兼帯したり、五位・六位蔵人が検非違使を兼帯することはしばしばあった。しかし一人で三つの官職を同時に兼帯することは稀であり、特に宮中において天皇に近侍する蔵人、太政官において行政事務を担当する弁官、平安京の司法・警察・民政の実務を行う検非違使佐は仕事量が多く重要な官職であったため、それらの職務を同時にこなすことは実務能力に優れた官僚でなければ不可能だった。
『権記』寛仁元年（1017年）正月7日条には、藤原資業（日野家の祖）について「三司兼帯」と記されている。11世紀後半の白河院政期に藤原為房・平時範が三事兼帯を果たすと、藤原顕隆・顕頼（為房の子孫）、平実親・範家（時範の子孫）も父祖に倣って三事兼帯となった。12世紀に実務官僚の家が勧修寺流・日野家・高棟流平氏に固定化したことに伴い、三事兼帯も自然とこの三家に限定された（例外は信西の子、俊憲・貞憲のみ）。12世紀末に藤原経房・光長・定長の兄弟が三事兼帯を果たしたことについて、中山忠親は「経房卿、光長朝臣、定長兄弟三人、歴三事、古今更無此例、誠是家之余慶也」（『山槐記』元暦元年9月18日条）と記しており、三事兼帯が実務官僚にとっての名誉と認識されていたことがうかがえる。
鎌倉期になると低年齢化と在職期間の短縮が進み、19歳で就任・在職期間1ヶ月という例まで現れ、実態とはかけ離れていく。やがて、三事兼帯は名家の嫡流であることを示す指標となり、形式的・象徴的なものとなった。

## 主な三事兼帯者
| 人名     | 在職期間                                               |
| -------- | ------------------------------------------------------ |
| 藤原清貫 | 延喜5年（905年）10月15日 - 延喜8年（908年）正月12日    |
| 藤原惟成 | 寛和2年（986年）正月28日 - 同年6月24日                 |
| 藤原資業 | 長和4年（1015年）2月25日 - 寛仁4年（1020年）正月30日   |
| 大江匡房 | 延久元年（1069年）12月17日 - 延久6年（1074年）正月28日 |
| 藤原為房 | 応徳3年（1086年）11月20日 - 寛治4年（1090年）6月5日    |
| 平時範   | 嘉保元年（1094年）12月17日 - 承徳2年（1098年）7月9日   |
| 藤原顕隆 | 嘉承2年（1107年）7月19日 - 天仁2年（1109年）正月7日    |
| 藤原顕頼 | 保安3年（1122年）12月22日 - 保安5年（1124年）正月5日   |
| 藤原光頼 | 久安4年（1148年）4月27日 - 久安5年（1149年）8月22日    |
| 藤原惟方 | 保元元年（1156年）閏9月14日 - 保元2年（1157年）4月26日 |
| 藤原俊憲 | 保元2年（1157年）10月23日 - 保元3年（1158年）5月6日    |
| 藤原貞憲 | 保元3年（1158年）11月26日 - 平治元年（1159年）5月1日   |
| 平時忠   | 仁安元年（1166年）6月19日 - 8月27日                    |
| 藤原長方 | 仁安元年（1166年）9月1日 - 仁安2年（1167年）閏7月12日  |
| 吉田経房 | 嘉応2年（1170年）正月18日 - 7月26日                    |
| 平親宗   | 承安3年（1173年）8月18日 - 安元元年（1175年）12月8日   |
| 葉室光親 | 元久元年（1204年）3月6日 - 4月12日                     |